# یونگ نام سوک
یونگ نام-سوک (انگلیسی: Jung Nam-suk) یک تکواندوکار کره جنوبی است.
وی در مسابقات قهرمانی تکواندو جهان ۱۹۸۹ در سئول، با شکست دادن چن یی آن از تایوان، در نیمه نهایی و دایان موری در بازی نهایی، در کلاس سبک‌وزن (خروس‌وزن) مدال طلا را از آن خود کرد.